# Adullamitis emancipata
Adullamitis emancipata är en fjärilsart som beskrevs av Edward Meyrick 1932. Adullamitis emancipata ingår i släktet Adullamitis och familjen stävmalar. Inga underarter finns listade i Catalogue of Life.